# ORATTA
株式会社ORATTA（おらった）とは、かつて存在した日本のソーシャルゲームの開発・運営を行う企業。釼持広樹が創業。
社名は日本の方言から来ており、｢おれたち」という意味である。社是は「日本発の技術で世界をつなぐ」。

## 概要
2010年7月5日、釼持広樹が設立。GREE等のソーシャルゲームプラットフォームにゲームを提供していた。2018年7月1日付でグリーのゲーム運営子会社のファンプレックスに子会社化され、2019年5月13日に同社と合併、解散することを公告した。

## 代表作
- ソウルハント 魔界の後継者たち〜 (2010年11月提供開始)
- ギルド★モンスター (2011年10月提供開始)(開発協力アプリカ)
- 神威♂楽園 (2011年11月提供開始)
- ガメラバトル (2012年1月提供開始)(開発協力角川コンテンツゲート)
- ソウルビースト (2012年7月提供開始)
- クイーンズソウル (2012年8月提供開始)
- ソウルセイバー (2012年5月提供開始)
- 百姫繚乱!戦国アスカ (2012年11月提供開始)
- ケイオスブレイド (2013年5月提供開始)
- 三国志レイヴ (2013年12月提供開始)
- BLEACH 卍解バトル (2014年4月提供開始)
- ドラゴンソリティア (2014年6月提供開始)
- クロリス・ガーデン (2015年7月提供開始)
- 戦国アスカZERO (2015年12月提供開始)

## 沿革
- 2010年7月 - 株式会社ORATTA設立
- 2011年2月 - 「ソウルハント 魔界の後継者たち〜」が「GREE Platform Award 2010」において期待賞を受賞[2]。
- 2018年7月1日 - ファンプレックスの子会社化
- 2019年7月1日 - ファンプレックスとの合併により解散